# Aspidoradini
Gli Aspidoradidi sono una Tribù tassonomica di pesci d'acqua dolce tropicali che appartengono alla Sottofamiglia dei Corydoradinae.

## Genere
- Aspidoras.